# انفجار دژ نظامی اسمدرفو

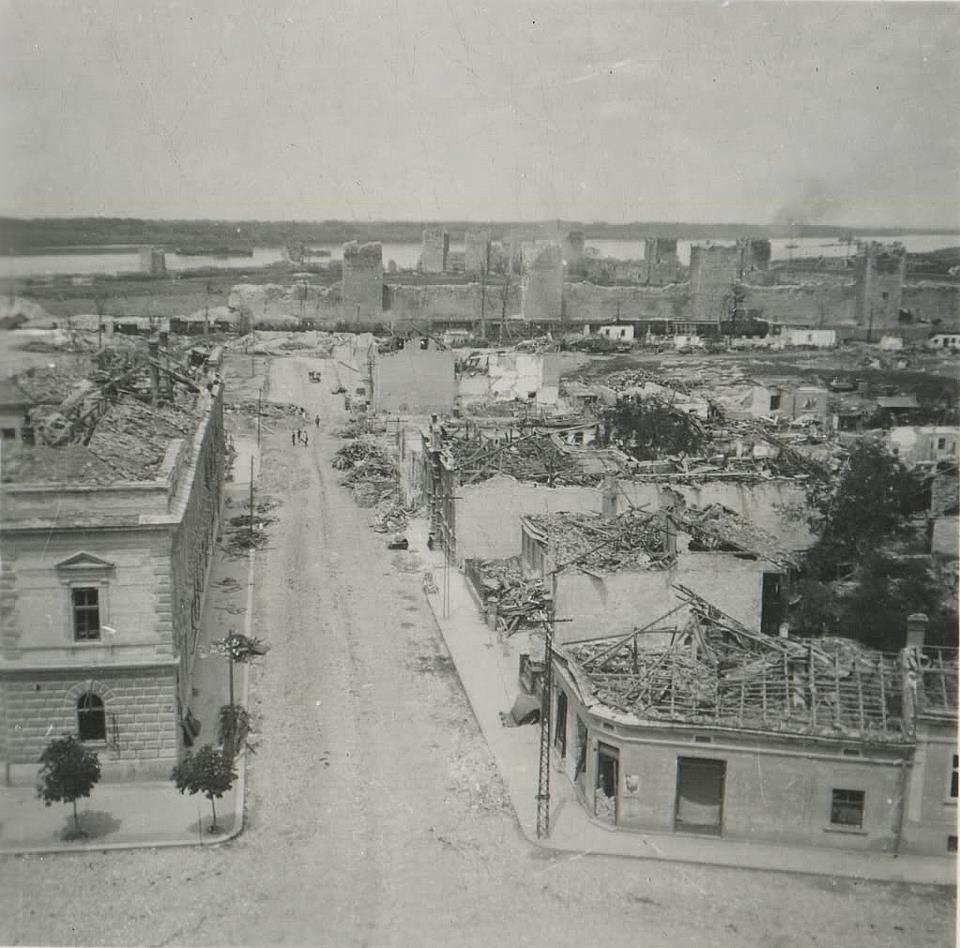
اسمدرفو پس از انفجار.

انفجار دژ نظامی اسمدرفو (انگلیسی: Smederevo Fortress explosion)فاجعه ای بود که در ۵ ژوئن ۱۹۴۱ در اسمدرفو، سپس در قلمرو فرمانده نظامی در صربستان (بخشی از پادشاهی یوگسلاوی تحت اشغال آلمان، اکنون در صربستان مدرن) اتفاق افتاد. ذخیره مهمات و بنزین در اسمدرفو قلعه متعلق به ارتش سلطنتی یوگسلاوی شکست خورده به دلایل نامعلومی منفجر شد. تعداد تلفات نیز نامشخص است، تخمین‌ها از چندین صدها تا ۲۵۰۰ کشته متغیر است.